# Alice Gets Stung
Série Alice Comedies
Alice the Toreador
(1925) Alice Solves the Puzzle
(1925)
Pour plus de détails, voir Fiche technique et Distribution.
Alice Gets Stung est un court métrage d'animation américain muet de la série Alice Comedies sorti en 1925.

## Synopsis
Julius chasse le lapin dans la forêt. Après de nombreux retournements de situation, Alice arrive avec un fusil et aide Julius. Mais après le premier tir, les deux compères décident de prendre en chasse les autres animaux de la forêt dont un ours.

## Fiche technique
- Titre original : Alice Gets Stung
- Série : Alice Comedies
- Réalisation : Walt Disney
- Animation : Ub Iwerks, Rollin Hamilton, Thurston Harper
- Encrage et peinture : Lillian Bounds, Kathleen Dollard
- Photographie : Mike Marcus (animation), Phil Tanmura (prise de vue réelle)
- Montage  : Georges Winkler
- Production :  Margaret J. Winkler
- Société de production : Disney Brothers Studios
- Société de distribution : Margaret J. Winkler (1925)
- Pays :  États-Unis
- Format d'image : noir et blanc - 35 mm - 1,37:1 - muet
- Genre : animation et prises de vues réelles
- Durée : 8 min
- Date de sortie : 1er février 1925[1] ou mars 1925[2]

Source : Walt in Wonderland

## Distribution
- Virginia Davis : Alice

## Commentaires
Produit en janvier 1925, le film a été livré le 31 janvier 1925. 
Ce film est le dernier dans lequel Alice est incarnée par Virginia Davis. Julius est dans ce film doté d'un caractère bienveillant plus important qu'à l'accoutumée. Il laisse ainsi en vie la lapine en pensant à ses nombreux enfants.